# Hippodrome du Var
Cet article concerne l'ancien Hippodrome de Nice. Pour l'hippodrome actuel à Cagnes-sur-Mer, voir Hippodrome de la Côte d'Azur.
L'hippodrome du Var était un ancien hippodrome de la ville de Nice, en France. Exploité entre les années 1869 et 1943, il fut alors détruit au profit de l'aéroport de Nice. La fusion des sociétés ont ensuite donné lieu à la création de l'hippodrome de la Côte d'Azur à Cagnes-sur-Mer.

## Histoire

### Projet
Les origines du hippisme sur la côte d'azur remonteraient aux années 1850 soit quelques années avant l'annexion du Comté de Nice à la France. La présence de riches hivernants anglais apporte à Nice de nouveaux loisirs. Dès 1850, un club hippique est créé dans le quartier anglais de la Croix-de-Marbre. La première course a lieu le 21 avril 1851 dans un champ du quartier Sainte-Marguerite remportant la ferveur du public venu assister par milliers à cette course. 
Le projet de construction commence à avoir quelques appuis lorsque Nice devient française. Le préfet Denis Gavini et le maire François Malausséna s'emparent de l'idée en vue de la concrétiser. En 1864, le chemin de fer dessert Nice dont la nouvelle station de Saint-Augustin permettrait un meilleur accès au futur hippodrome.
En 1865, la première société hippique de Nice est créée sous le nom de « Société des Courses de Nice ». Le projet, en quête de financement, envisage alors, de créer une société par actions. Les soutiens sont nombreux parmi lesquels on retrouve : le grand-duc Michel, le duc de Parme, le prince Stirbey, le Maire Malausséna, le préfet Gavini, Paul Gautier alors conseiller municipal, François Blanc, le prince Charles III de Monaco, le baron de Rothschild, le vicomte Vigier et le comte de Béthune Hesdigneul. Ils seront vite rejoints par le Comte de Castelvecchio, le Comte de Pierlas et le roi Léopold II parmi les plus connus.
La construction s'achève en 1868 et l'hippodrome accueille le 4 février 1869 la toute première rencontre.

### La Belle Époque
Dès l'ouverture l'hippodrome attire les foules qui se pressent pour assister aux courses. Les programmations seront bi-annuelles dès l'inauguration avec des courses d'obstacle (steeple-chase et haies) et de plat. Certaines années accueillent aussi des rencontres de trot en février,.
À partir de 1909, l'hippodrome profite du rayonnement de la Côte d'Azur dont les courses qui y sont organisées sont connues dans toute l'Europe. Les prix remportés viennent même frôler ceux du terrain d'Auteuil à Paris pour les dépasser quelques années après.
L'hippodrome sera un véritable rendez-vous mondain et sportif pendant ses années d'exploitation. De nombreuses personnalités venaient régulièrement assister aux différents rendez-vous.

### Seconde Guerre mondiale et déplacement de l'hippodrome
Pendant la Seconde Guerre mondiale, la ville de Nice est occupée. La dernière course a lieu le 14 février 1943. Lors des mois qui suivirent, la ville de Nice est bombardée, le pont du Var voisin de l'hippodrome est bombardé une vingtaine de fois entre 1943 et 1944. Jusqu'à la Libération, l'hippodrome est utilisé par les troupes allemandes comme parking pour chars, ses différents bâtiments sont quant à eux utilisés comme entrepôts de munitions. Lorsque les troupes alliées entrent dans Nice le 30 août 1944, l'hippodrome ainsi que ses dépendances sont en très mauvais état. Elles souhaitent alors agrandir la seule piste de l'aérodrome de Nice. La décision est suspendue à la réorganisation des sociétés gestionnaires des hippodromes de Mandelieu et Nice. Plusieurs hypothèses sont alors émises. La seule retenue, en 1945, sera la décision de déplacer le champ de courses à Cagnes qui ne verra le jour qu'en 1952. Jusqu'à cette date les courses sont temporairement déplacées à l'hippodrome Roberty proche d'Avignon.

## Caractéristiques techniques

Parcours de l'hippodromme

L'hippodrome s'étendait en 1932 sur près de 20 ha de piste herbée de 1 870 m. Sa configuration est la suivante :
- Une piste de haie avec 3 parcours possibles (de 2 800 m à 3 500 m)[9]
- Une piste de steeple avec 7 parcours possibles (de 3 400 m à 5 000 m)[9]
- La piste du huit

Les obstacles sont de plusieurs types : double-barrière, claie, douves, rivière, mur, mur enterré avec haie.

## Liste des courses
Les courses étaient courues à Nice lors de 2 grandes réunions pour le steeple en hiver et pour le plat au printemps et se composaient généralement de 9 prix sur 4 journées. Les courses d'hiver étaient courues en novembre ou janvier et celles de printemps vers la fin mars.

## Événements remarquables
- 4 février 1869 : inauguration de l'hippodrome. Le Grand Prix de Nice est remporté par Astrolabe, le cheval ayant appartenu au baron Finot[4]
- 19 janvier 1902 : le Grand Prix de la ville de Nice atteint 100 000 FF, 80 000 spectateurs et 200 000 FF enregistrés pour les paris mutuels[12]
- 20 janvier 1902 : la société des courses de Nice devient l'acquéreur des terrains de l'hippodrome[13]
- 1909 : agrandissement des bâtiments techniques et tribunes[14]
- 1920 : agrandissement du manège et de bâtiments techniques[15]
- Entre 1925 et 1931 : l'allocation au vainqueur au steeple-chase (Grand Prix de la ville de Nice) atteint 500 000 FF et dépasse celle du Grand Steeple-Chase de Paris (de 400 000 FF)[7]
- 1934 : volonté d'agrandissement de l'aérodrome voisin sans modification de l'hippodrome et des cultures maraîchères environnantes[16]
- 1943 : dernière course courue à Nice[16]
- 1944 : les alliés souhaitent allonger la piste de l'aérodrome de Nice[16]
- 1945 : la décision est prise de déménager l'hippodrome à Cagnes-sur-Mer en fusionnant les sociétés hippiques de Cannes et Nice